# Adana
Adana és una ciutat de Turquia, i la capital de la província d'Adana. Segons el cens del 2018, amb 2.220.125 habitants, és la cinquena ciutat més poblada de Turquia (després d'Istanbul, Ankara, Esmirna i Bursa). S'hi està construint un metro lleuger d'Hastane a Akıncılar. El 1909 fou l'escenari d'una massacre d'entre 20.000 i 30.000 armenis, grecs i assiris per la població otomana.

## Geografia
La ciutat està situada en una posició estratègica, a uns 33 quilòmetres terra endins. El nord està envoltat per la Reserva Seyhan, llac que es fa servir per produir energia hidroelèctrica.

## Etimologia i noms
El nom derivaria de l'hitita Uruadaniya de Kizzuwatna; la llegenda diu que el nom estava relacionat amb Adad (o Ishkur) el déu del tro a les mitologies d'Accad, Sumèria, Babilònia, Assíria i l'Imperi Hitita, que vivia al bosc proper i va donar nom a Uru (regió) Adaniya (d'Adana); s'han trobat inscripcions hitites a la zona, cosa que fa que aquest origen no es pugui descartar, però d'altres la relacionen amb el mític Dànau (epònim dels Danaoi de la mitologia grega) establert a Argos. Els antics jeroglífics egipcis esmenten un país anomenat Danaja en temps de Tuthmosis II (1437 aC) i Amenofis III (vers 1390-1352 aC). Amb l'enfonsament de la civilització micènica (vers 1200 aC) alguns refugiats de la zona de l'Egeu es van refugiar a la costa de Cilícia i el poble dels dananayim o danuna s'identifiquen com un grup de pobles de la mar que va atacar Egipte el 1191 aC en el regnat de Ramsès III. Els denyen són identificats amb els habitants de la ciutat d'Adana. També podria estar relacionat amb el nom protoindoeuropeu da-nu (riu) o Da-na-vo (poble que viu pel riu), un poble nòmada escita, esmentats com a dimonis de l'aigua als Rigveda (els danaves). A la Ilíada d'Homer, la ciutat és esmentada com Adana però més tard en l'època hel·lenística apareix com Antioquia de Cilícia (Ἀντιόχεια τῆς Κιλικίας), Antioquia al Saros (Antiochia ad Sarum) o Antioquia del Saros (Antiochia in Sarus) (Ἀντιόχεια ἡ πρὸς Σάρον). Els editors de l'Atlas de Hèlsinki intentaren identificar Adana amb la Quwe o Que o Qwe o Qe que apareix a les tauletes cuneïformes, capital d'una regió o un estat, esmentada com a Coa a la Bíblia, el lloc on el rei Salomó va aconseguir cavalls (I Reis 10:28; II Cron. 1:16). El nom armeni és Ադանա Adana. La mitologia grecoromana deia que el nom derivava d'Adanus i de Sarus, dos fills d'Urà, que es va establir a un lloc a prop del riu Sarus (Seyhan), on va construir una ciutat donant el nom d'un fill al riu i el de l'altre a la ciutat.
El nom apareix de les següents formes: Adanos, Ta Adana, Uru Adaniya, Erdene, Edene, Ezene, Batana, Atana, Azana i Addane.

## Història

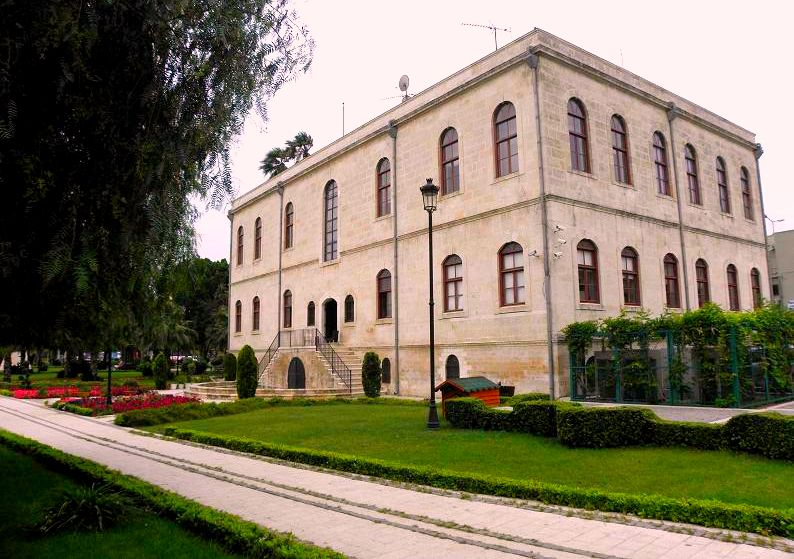
Centre d'Art i Cultura a Adana

Els túmuls de Tepebağ, al mig d'Adana, daten del Neolític vers 6000 aC, en temps dels primers establiments humans a la zona. Seria la regió més antiga de Çukurova. Una ciutat de nom Adana és esmentada en un poema èpic sumeri, el poema de Gilgamesh, però la ubicació és massa poc precisa per poder afirmar que es tracta de la mateixa ciutat. Segons la inscripció en llengua hitita de Kava trobada a Hattusa (Boğazkale), Kizzuwatna fou el primer rei que va governar a Adana, sota protecció dels hitites, vers el 1335 aC. En aquest temps la ciutat es deia Uru Adaniyya, i els habitants són esmentats com danuna. A la caiguda de l'imperi hitita vers 1190 aC, per les invasions des de l'oest, van sorgir una sèrie de regnes que van agafar el control de les planes i a la zona apareix el regne de Que (Quwe, Kwe, etc.), el qual vers el 740 aC s'hauria convertit en província assíria, però a la caiguda de l'imperi va passar als syennesis, reis de la muntanya i la plana de Cilícia, que precisament va agafar el nom del títol que els grecs donaven a aquests reis; fou després part de l'imperi persa aquemènida fins a la conquesta d'Alexandre i a la mort d'aquest va estar en mans dels diàdocs: el darrer Antígon el Borni, del que va passar a Seleuc I Nicàtor que va fundar la dinastia selèucida. El segle i aC, els pirates cilicis s'havien apoderat de la zona. Roma, amb Pompeu Magne, la va conquerir i destruir, però la va reconstruir i fou presó pels pirates. Cilícia va esdevenir província romana i Adana va restar com una estació destacada en la via cap a orient, sota el domini de la república i de l'imperi; sota Julià l'Apòstata va esdevenir el principal centre de la regió amb ponts, carreteres, edificis, plantacions i altres; el cristianisme hi va penetrar aviat i fou seu d'un bisbat. Des de 395 fou romana d'Orient fins al segle vii. Sota els romans d'Orient va rivalitzar amb Tars com a centre comercial però fou aquesta la metròpoli de la zona.
No se sap en quin any fou conquerida pels àrabs. El control de la ciutat va oscil·lar entre grecs i àrabs durant anys. El 646 Muàwiya, governador de Síria, després califa Muàwiya I, va fer una incursió fins Amòrion i com que la zona de Tars i Antioquia estava lliure hi va establir guarnicions. Però posteriorment tornà a canviar de mans probablement més d'una vegada. El nom de la ciutat segons els àrabs derivava d'Ezene, net del profeta Yazene. La ciutat es va despoblar a causa de les lluites frontereres. Harun ar-Raixid la va reconstruir i els seus successors la van mantenir. Era una fortalesa que estava a la part occidental d'un arc de fortaleses que anava des de Malatya cap al sud-oest. A final del segle viii o començament del IX, fou reconquerida pels grecs (data exacta desconeguda però entre 790 i 805), que després la van conservar durant uns quants anys, aprofitant la guerra civil. El 830, al-Mamun va dominar altre cop la zona, on va morir el seu visir Amr ibn Masada el 832 i va penetrar a Capadòcia via Tars, que va utilitzar com a base per la seva expedició del 833 quan va morir. Durant els decennis següents la vila va estar controlada pels abbàssides i la ciutat va tenir un fakih i un cadí. El 875 va ser conquerida temporalment per l'emperador Basili el Macedoni però no la va poder conservar. El romà d'Orient Andrònic va envair el 904/905 la regió, va derrotar les guarnicions de Tars i Massisa i va destruir Kurus. L'armeni Mleh (Malih) va ocupar Maraix el 916 i es van emportar 50.000 presoners de la ciutat i de Tars, però no s'esmenta a la veïna Adana. El 942 Síria fou assignada als ikhxídides, govern que va incloure la zona fronterera de Cilícia, però el 946 va ser conquerida pels romans d'Orient mentre l'hamdànida Sayf al-Dawla s'apoderava de Tars.
El poder romà d'Orient estava augmentant. El 950 l'hamdànida Sayf al-Dawla va fer una expedició a Anatòlia que va acabar en desastre. L'estrateg romà d'Orient Basili Gezamilites va aconseguir una victòria total sobre la flota de l'emir que pretenia atacar les costes romanes d'Orient. Així els romans d'Orient van conservar la ciutat, però el 964 els hamdànides la van conquerir després d'un setge. Fou finalment reconquerida pels romans d'Orient sota Nicèfor Focas i el domestic Joan Tsimiscés (després emperador Joan I Tsimiscés) el 16 d'agost del 965 (junt amb al-Massisa i Tars).
Va romandre en mans dels romans d'Orient nominalment fins al 1097, però després del 1071 gairebé l'havien abandonat i el 1072 va passar a Filàret Bracami que la va perdre vers 1084/1087 a mans dels seljúcides. Fins vers el 1082 apareix en mans d'aquest Filàret Bracami, que se suposa que tenia el títol de curopalata (de sebast segons Miquel el Sirià) abraçant les terres de Tars a Malatya, Urfa i Antioquia de l'Orontes, però el 1083 la va ocupar el seljúcida Sulayman ibn Kutalmish. L'estiu de 1097 Adana fou ocupada pels croats (Balduí de Boulogne, que s'havia barallat amb l'altre cap croat, Tancred d'Hauteville). El general romà d'Orient Tatikios, que anava amb l'exèrcit dels croats per prendre possessió de les conquestes d'aquests per a l'emperador (tal com s'havia pactat), va abandonar Tancred el febrer del 1098 i va cedir a Bohemon de Tàrent les ciutats d'Addena (Adana), Tursol (Tars) i Mamistra (Mopsuèstia) de les que Bohemon no es va fer càrrec fins a l'agost, quan el croat va entrar a Tars, Ayn Zarba i al-Massisa. Però per les negociacions que van seguir, les viles van retornar a l'Imperi Romà d'Orient. Tancred d'Hauteville va ocupar Adana el 1101 però el 1103 va haver d'entregar-la (junt amb Tars, Mopsuèstia, i Ayn Zarba) a Bohemon I d'Antioquia que havia tornat del seu captiveri a mans de l'emir Danishmend. El 1104 el general romà d'Orient Monastras es va apoderar de Longinias (Ayn Zarba o al costat), Tars, Adana i «Mamista» (error per Mopsuèstia/Mamistra). El 1107 Tancred d'Hauteville la va conquerir als romans d'Orient. El tractat entre l'emperador Aleix I Comnè i Bohemon I d'Antioquia (Bohemon de Tàrent) el setembre de 1108 va acordar finalment la ciutat al príncep d'Antioquia.
Lleó I d'Armenia Menor vers el 1132 va conquerir Mamistra (Missis i Mopsuèstia), Adana i Tars, és a dir les tres principals ciutats de la plana de Cilícia. L'emperador Joan II Comnè, es va venjar de Lleó I, que havia maltractat Isaac Comnè, germà de Joan II) i va enviar un contingent que va ocupar Tars, Adana i Mopsuèstia i va fer presoners Lleó I, la seva dona, i els seus fills, que foren portats presoners a Constantinoble on el rei degué morir. Joan II va donar el govern de Cilícia a Coloman, fill de Boris i net del rei Coloman d'Hongria. Els romans d'Orient no van poder conservar Adana, que el 1138 va caure en mans del seljúcida Masud I de Rum. El 1151 va ser reconquerida per Toros II, fill de Lleó I. Després d'un raid de Toros a l'illa romana d'Orient de Xipre on es van produir fets de gran crueltat, l'emperador Manuel I Comnè va decidir que ja n'hi havia prou, i per posar fi al domini armeni i venjar l'expedició a Xipre, va portar un fort exèrcit a Cilícia que va ocupar Anazarbe, Tars i després tota la regió (1158). Toros es va refugiar a les fortaleses muntanyoses de l'Antitaure i es va establir a Dajikikar. El rei Balduí III de Jerusalem va fer una mediació i finalment es va arranjar una pau per la qual Toros podia conservar les fortaleses de muntanya en feu de l'Imperi Romà d'Orient; els romans d'Orient restaven amos de les terres planes i de les principals ciutats. La guerra es va reprendre el 1162. Toros va reconquerir Vahka i Anazarbe, però per por de provocar un enfrontament general amb els romans d'Orient va signar un tractat de pau amb l'imperi el 1163. El 7 de febrer de 1165 el governador romà d'Orient de Tars, Andrònic Euphorbenos, va convidar a un banquet el generalíssim armeni Esteve, i el va assassinar en revenja per les expedicions contra els romans d'Orient o contra territori romà d'Orient que havia fet entre 1158 i 1163. Toros va respondre amb una matança general de romans d'Orient als seus dominis. La guerra semblava inevitable, però es va evitar pels esforços diplomàtics del rei Amalric I de Jerusalem. Després de l'abdicació de Toros va pujar al tron el seu fill Rupen II (1168) però a la mort del pare en un monestir, Mleh, germà de Rupen, es va apoderar del tron. Mleh va canviar totes les aliances i va buscar el suport dels estats musulmans. El 1173 era prou fort per assaltar d'un sol cop les tres principals ciutats romanes d'Orient: Adana, Mamistra i Tars, que foren ocupades. L'estat armeni tornava a formar un conjunt territorial complet.
Tars fou part del regne d'Armènia Menor del 1173 al 1359. Després de la seva victòria del 1266, Baybars I va aparèixer davant d'Adana i la va atacar; els mamelucs van retornar a la ciutat el 1275. Un altre cop la van saquejar el 1304. El 1341 va ser cedida com herència a Guiu de Lusignan. Els mamelucs la van atacar i assaltar el 1355. El 1359 va ser ocupada junt amb Adana pels mamelucs, en el regnat d'al-Màlik an-Nàssir Badr-ad-Din Abu-l-Maali Hàssan ibn an-Nàssir Muhàmmad (1354-1361)., als que fou cedida pel rei Constantí III d'Armènia Menor a canvi de la pau, i va esdevenir capital d'una niyaba de la qual el 1378 apareix com a governador el turcman Yüregiroğlu Ramazan (o Ramadan), fundador de la dinastia dels ramazànides o ramazanoğullari, aliada dels mamelucs, que ja consta des de 1353, quan es va instal·lar a Elbistan; Ramazan va morir en aquest any 1378 i el va succeir seu fill Sârimeddin, a qui el 1383 va succeir el seu fill 1383 Şihabeddin Ahmed. La dinastia va conquerir Tars (ocupada temporalment pels karamànides als mamelucs (en algun moment després del 1405 i abans del 1412) i va estendre el seu domini a les ciutats de Sis (actualment Kozan) i a Ayas, governant tota la plana cilícia. Sembla que no fou afectada per la invasió de l'emir Shah Suvar de Dhu l-Kadr el 1467. Els otomans van atacar Adana, però els ramazànides, amb suport mameluc, la van conservar. El 1516, en el curs de la seva expedició a Egipte, va entrar a Adana però la va deixar en poder dels ramazànides, llavors els seus vassalls. El 1606 va caure en mans del rebel Djanbulat o Jumblatt Ali, senyor de Killis, que s'havia revoltat a Síria per l'execució del seu pare Jumblatt Husayn (1604) i aliat a l'emir Fakhr al-Din de Mont Liban en contra de Yusuf al-Sayfa, governador de Trípoli (al que va derrotar a Hamat) es va apoderar de Síria i va establir un emirat independent entre Adana i Hamat, que va deixar de pagar impostos a la Porta, però finalment fou derrotat a Orudj el 1607. El 1608 el territori, que encara pertanyia als ramazànides, fou annexionat pels otomans i constituït en eyalat sota autoritat d'un wali (governador) nomenat pel sultà. Al final del segle era un sandjak, dins del qual estava Tars.
Van seguir uns anys de poca activitat però de tranquil·litat. A la guerra turco-egípcia de 1832, Adana va esdevenir el quarter general de l'exèrcit manat per Ibrahim Paixà d'Egipte. El tractat de Kutahya la va cedir a Muhàmmad Alí Paixà (6 d'abril de 1833). Egipte la va conservar fins a la convenció de Londres de 6 de juliol de 1840 que va obligar els egipcis a l'evacuació. Llavors fou agregada a la província d'Alep, però el 1867 es va restaurar un wilayat d'Adana.
La massacre d'Adana va tenir lloc al wilayat (província) l'abril de 1909. Una enfrontaments religiosos ètnics van acabar amb un pogrom contra els armenis a tota la província, que hauria costat la mort a unes 25.000 persones. En 1915, les tropes otomanes van rodejar tots els armenis de la ciutat, uns 20.000, i els van fer marxar cap al desert de Síria, com a part del genocidi armeni; les comunitats armènies de la ciutat i altres poblacions va quedar totalment eliminades.
El desembre de 1918 fou ocupada per les tropes franceses; quatre batallons de la Legió Armènia Francesa van supervisar la repatriació dels refugiats armenis. Els musulmans van atacar diverses vegades als francesos, tant els partidaris de Mustafà Kemal com els contraris a aquest; la Legió Armènia va acabar llicenciada, la repatriació aturada i la reclamació francesa sobre Cilícia (que França esperava que seria unida al mandat de Síria) abandonada. El tractat d'Ankara de 20 d'octubre de 1921 entre França i la Gran Assemblea Nacional Turca, reconeixia la possessió de Cilícia als turcs, i les tropes franceses i voluntaris armenis es van retirar d'Adana el 5 de gener de 1922.
El 30 de gener de 1943 Winston Churchill, primer ministre del Regne Unit, es va trobar amb el president de Turquia İsmet İnönü en un vagó de tren a l'estació de Yenice, a 23 quilòmetres fora d'Adana, en l'anomenada Conferència d'Adana. Churchill volia que Turquia participés en la II Guerra Mundial al costat dels aliats; una segona conferència es va fer al Caire el desembre de 1943, en la qual van participar İnönü, Churchill i Roosevelt.
El 27 de juny de 1998 Adana va patir un terratrèmol de magnitud 6,2 en l'escala de Richter; van morir 145 persones i 1.500 van resultar ferides; milers es van quedar sense casa.

## Demografia

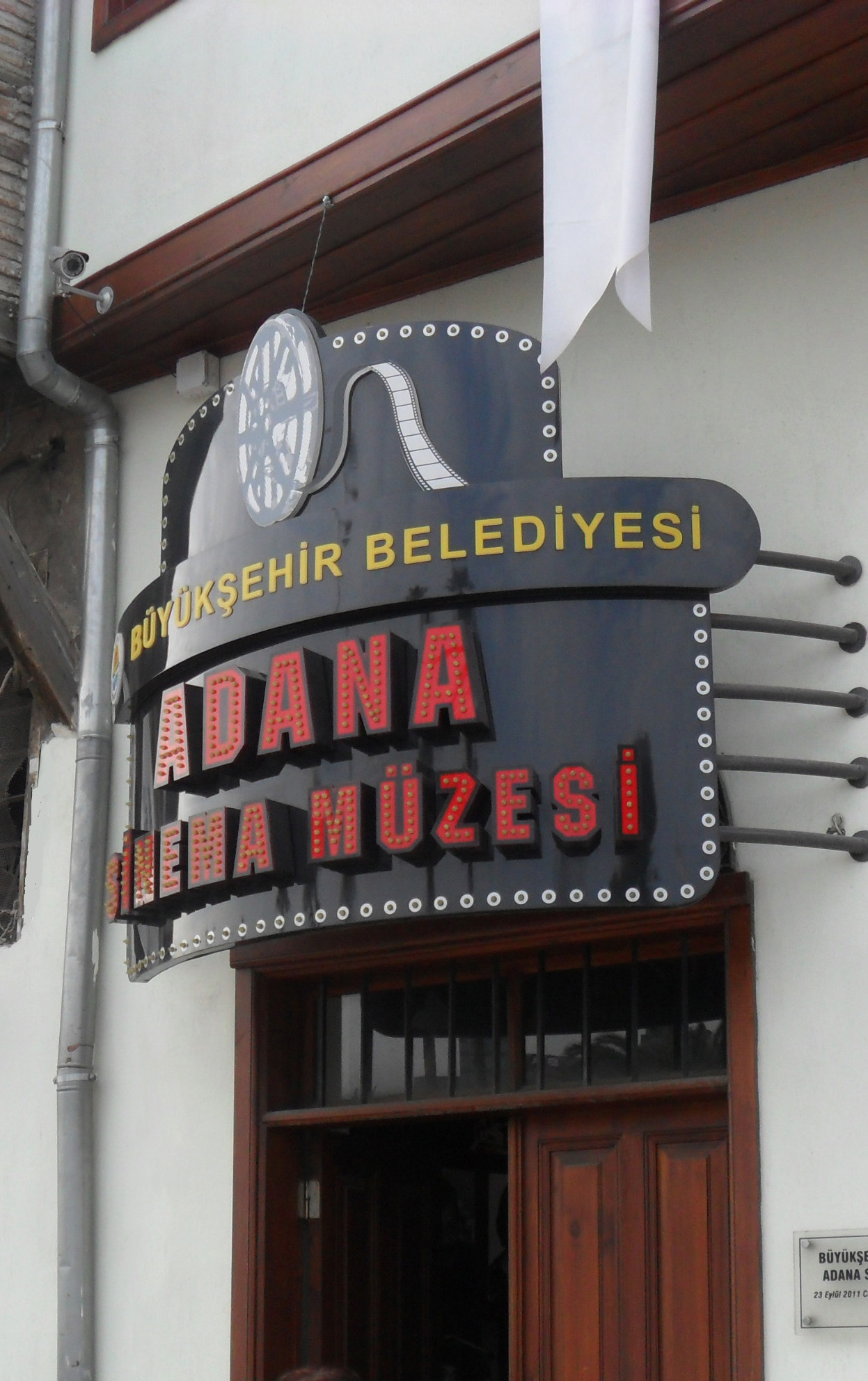
Museu de Cinema a Adana

Fins al segle xvi Adana era una ciutat comercial (els venecians hi van tenir una factoria amb alguns privilegis als segles xiv i xv) notable però no gaire gran. Va créixer sota els ramazànides superant a Tars. Al segle xvii, Evliya Çelebi diu que tenia 8.700 cases (més de 40.000 habitants), si bé sembla que l'estimació era una mica exagerada, cosa habitual amb Evliya. En tot cas la decadència de l'Imperi Otomà es va veure reflectida en la de moltes ciutats que, com Adana, van perdre població i activitat; la inseguretat que impedia sortir de la ciutat va arruïnar en part el comerç, si bé el sector del cotó va subsistir. A l'inici del segle xix la població era major que la de Tars, però el 1836 ja havia tornat a ser superada. Els egipcis van intentar recuperar el comerç de cotó, sense gaire èxit, però després a la segona meitat del segle, la guerra civil americana va disparar la demanda de cotó i llavors va prosperar; les millores en les rutes sobretot per part del paixà Khalil Pasha van ajudar a la prosperitat. La població era en aquest temps de 35.000 habitants a l'hivern i de 20.000 a l'estiu (quan una part emigrava a la muntanya, més fresca i marxaven els treballadors de temporada). V. Cuinet dona les xifres de 30.000 habitants amb 13.000 musulmans i 12.575 armenis; el nombre de treballadors de temporada era d'entre dotze i quinze mil. El 1870 es va establir la municipalitat amb un alcalde al front. El 1886 es va inaugurar el ferrocarril de Mersin; a la I Guerra Mundial es van obrir alguns túnels a les muntanyes del Taure. L'extermini o èxode dels armenis i grecs durant i després de la guerra va arruïnar la ciutat, ja que eren els responsables del 80% de l'activitat, però amb el temps es va recuperar. El 1927 tenia 72.577 habitants; el 1935 fou erigida en capital de la província de Seyhan; el 1950 els habitants eren 117.799. El 1963 la província va agafar el nom d'Adana.

## Cultura

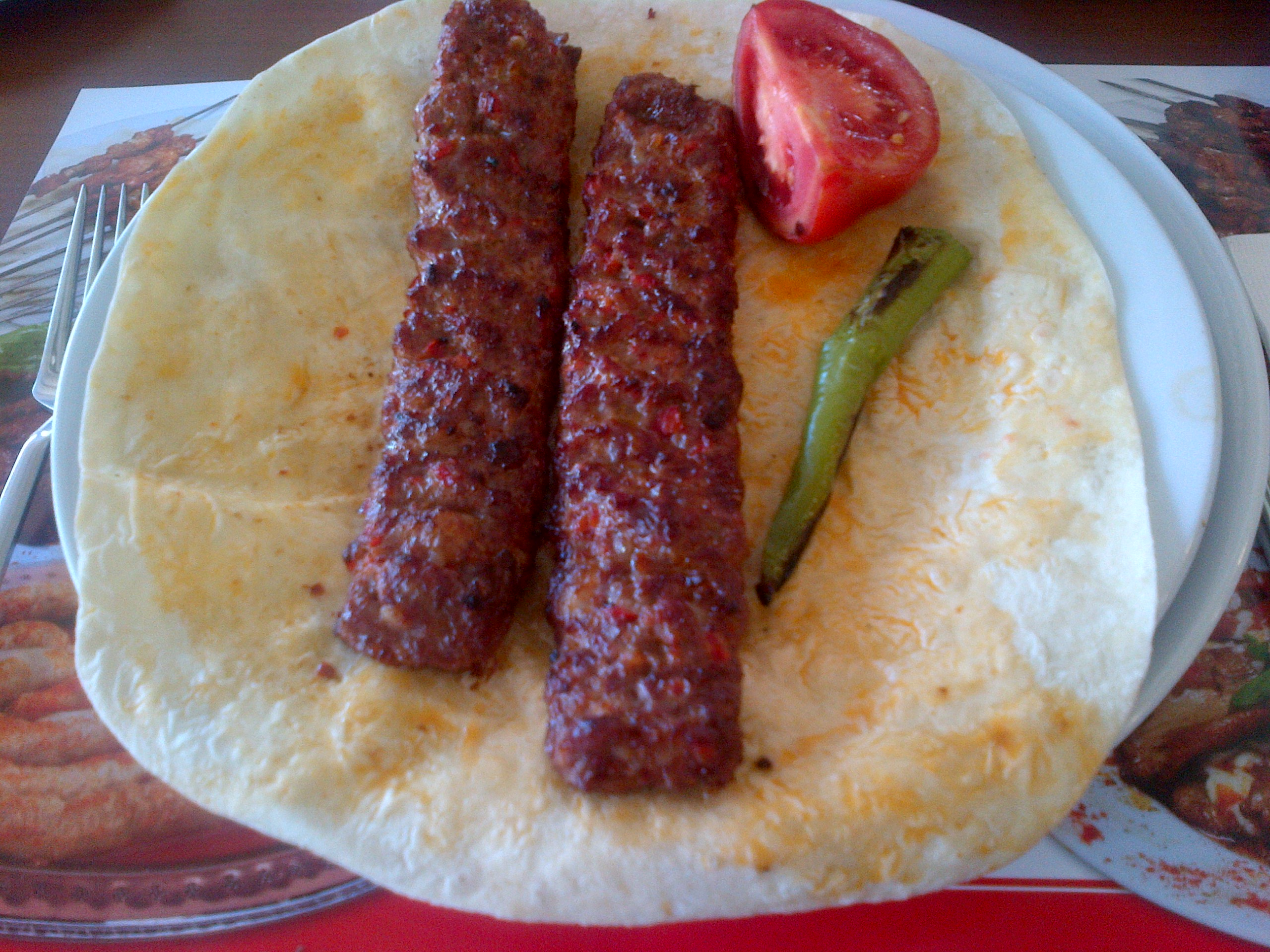
Adana kebabı (kebab d'Adana)

### Altın Koza Film Festivali
- Altın Koza Film Festivali és el festival de cinema internacional d'Adana, des de 1969.

### Museus
- Museu de Cinema: establert l'any 2011 en una casa antiga renovada, se situa a la riba oest del riu Seyhan.

### Literatura
Adana ha estat la llar de dos grans escriptors de la literatura turca, Yaşar Kemal i Orhan Kemal.

### Gastronomia
Adana és famosa pel seu kebab anomenat Adana kebap.

## Ciutats agermanades
Les ciutats agermanades amb Adana són:
| - Còrdova, Espanya - Beerxeba, Israel - Ximkent, Kazakhstan | - Jiddah, Aràbia Saudí - Bremerhaven, Alemanya - Sydney, Austràlia | - Skopje, Macedònia del Nord - Sant Petersburg, Rússia |